# Суппілуліума II
Суппілуліума II (хет. Суппілуліумас) — цар Хетського царства, правив приблизно в 1205-1178 до н. е. Син Тутхаліяса IV, ймовірно, від наложниці.
Вступив на престол при підтримці якогось «начальника переписувачів на дерев'яних табличках». Мабуть, піднесення нового царя викликало широке невдоволення і, як завжди, безліч окраїнних областей відпало. Однак Суппілуліумаса II підтримав його родич цар Каркемиша Тальма-Тешшуб.
На початку його правління у зовнішній політиці Хетського царства спостерігається деяке пожвавлення. Суппілуліумас знову почав похід на Аласію (Кіпр). Згідно з його написами, він захопив у морі і спалив кораблі Аласії, які, мабуть, перешкоджали висадці хеттського десанту. Потім він узяв верх у битві і на самому острові. Також він здійснив походи в Верхню Месопотамію, коли, ймовірно, відвоював у ассирійців мідні рудники Ішува.
Але дні Хетського царства вже були пораховані. Загроза навали з моря і суші племен-переселенців Егейського світу, названих у єгипетських джерелах « народами моря», посилювалася. З Угарита всі наявні сухопутні війська були викликані в центр Малої Азії, а флот — в Лукку, і цар Угарита Аммурапі III не міг надати допомогу царю Аласії (Кіпр), коли ворог став погрожувати берегам Кіпру. Цим ворогом, мабуть, були сікули, один з «народів моря». Після походу « народів моря» Аласія відпала від хетів.
Безперервні військові походи сильно ослабили економіку країни, розоривши різні галузі господарства. З одного листа, адресованого Суппілуліумасом правителю Угарита, з'ясовується, що в цей час Хетське царство зазнавало більшу нестачу продовольства.
Основний удар по Хаттусі близько 1178 р. до н. е. було завдано, мабуть, з боку індоєвропейських племен мушки.